# USS James E. Kyes (DD-787)
USS James E. Kyes (DD-787) là một tàu khu trục lớp Gearing được Hải quân Hoa Kỳ chế tạo vào giai đoạn cuối Chiến tranh Thế giới thứ hai. Nó là chiếc tàu chiến duy nhất của Hải quân Mỹ được đặt theo tên Trung tá Hải quân James E. Kyes (1906–1943), người đã tử trận do cứu một thủy thủ dưới quyền, khi tàu khu trục Leary (DD-158) do ông chỉ huy bị đắm do trúng ngư lôi từ tàu ngầm U-boat Đức tại Đại Tây Dương, và được truy tặng Huân chương Chữ thập Hải quân. Hoàn tất khi chiến tranh đã kết thúc, con tàu tiếp tục phục vụ trong giai đoạn Chiến tranh Lạnh, Chiến tranh Triều Tiên và Chiến tranh Việt Nam. Nó ngừng hoạt động và chuyển cho Đài Loan năm 1973, và tiếp tục phục vụ cùng Hải quân Trung Hoa dân quốc như là chiếc ROCS Chien Yang (DD-12/DDG-912) cho đến năm 2004. James E. Kyes được tặng thưởng sáu Ngôi sao Chiến trận do thành tích phục vụ trong Chiến tranh Triều Tiên, rồi thêm bảy Ngôi sao Chiến trận khác khi hoạt động trong Chiến tranh Việt Nam.

## Thiết kế và chế tạo
James E. Kyes được đặt lườn tại xưởng tàu của hãng Todd Pacific Shipyards, Inc. ở Seattle, Washington vào ngày 27 tháng 12 năm 1944. Nó được hạ thủy vào ngày 4 tháng 8 năm 1945; được đỡ đầu bởi bà James E. Kyes, vợ góa Trung tá Kyes, và nhập biên chế vào ngày 8 tháng 2 năm 1946 dưới quyền chỉ huy của Hạm trưởng, Trung tá Hải quân K. E. Shook.

## Lịch sử hoạt động

### 1946 - 1950
Sau khi hoàn tất việc chạy thử máy dọc theo vùng bờ Tây, James E. Kyes khởi hành từ Seattle vào ngày 12 tháng 6 năm 1946 để đi Trân Châu Cảng, nơi nó đón nhận binh lính để vận chuyển trở về Hoa Kỳ. Về đến San Diego, California vào ngày 12 tháng 7, nó hoạt động tại khu vực dọc bờ biển California cho đến khi lên đường vào ngày 9 tháng 11 để hướng sang khu vực Tây Thái Bình Dương. Nó gia nhập Đệ Thất hạm đội tại Thượng Hải vào ngày 30 tháng 11, và hoạt động dọc theo bờ biển Trung Quốc để hỗ trợ cho những hoạt động của phe Quốc dân Đảng dưới quyền Tưởng Giới Thạch chống lại phe Cộng sản nhằm kiểm soát lục địa.
Khởi hành từ Thanh Đảo, Trung Quốc vào ngày 28 tháng 1 năm 1947, James E. Kyes đi sang Nhật Bản và hoạt động tại vùng biển ngoài khơi Đông Nam Nhật Bản trong bốn tháng, trong khu vực eo biển Tsushima và dọc theo bờ biển Triều Tiên, nó rời Yokosuka vào ngày 8 tháng 6 và về đến San Diego vào ngày 22 tháng 6.
Sau những hoạt động tại chỗ ngoài khơi San Diego, San Francisco, California và Bremerton, Washington, khởi hành từ San Pedro, California vào ngày 2 tháng 9 năm 1948 để làm nhiệm vụ tại Viễn Đông. Đi đến Yokosuka, Nhật Bản vào ngày 30 tháng 9, nó hoạt động tuần tra tại biển Hoa Đông và eo biển Tsushima, rồi đi đến Inchon, Triều Tiên vào ngày 20 tháng 1 năm 1949, khi mâu thuẫn chính trị gia tăng giữa hai miền Bắc và Nam Triều Tiên. Quay trở lại Nhật Bản vào ngày 28 tháng 1, nó tiếp tục hoạt động tuần tra cho đến khi khởi hành từ Yokosuka vào ngày 3 tháng 4, để quay trở về Hoa Kỳ. Về đến San Diego vào ngày 24 tháng 4, nó hoạt động tại chỗ dọc theo bờ biển California.

### Chiến tranh Triều Tiên
Một lần nữa được phái sang khu vực Tây Thái Bình Dương, James E. Kyes khởi hành từ San Diego vào ngày 23 tháng 6 năm 1950, hai ngày trước khi quân đội Bắc Triều Tiên vượt vĩ tuyến 38 tấn công xuống lãnh thổ Nam Triều Tiên, khiến Chiến tranh Triều Tiên bùng nổ. Nhận mệnh lệnh của Tổng thống Harry S. Truman hỗ trợ cho lực lượng Hàn Quốc, Hải quân Hoa Kỳ đưa Đệ Thất hạm đội vào tình trạng báo động và huy động lực lượng từ Đài Loan đến tăng cường.
Hiện diện ngoài khơi Pohang-dong từ ngày 18 tháng 7, James E. Kyes bắn hải pháo hỗ trợ cho cuộc đổ bộ lực lượng nhằm củng cố vị trí phòng thủ của lực lượng Liên Hợp Quốc ở phần Đông Nam của bán đảo Triều Tiên. Đến ngày 2 tháng 8, nó cùng tàu khu trục rải mìn Doyle (DMS-34) bảo vệ cho tàu sân bay hộ tống Sicily (CVE-118) khi nó tung ra các phi vụ không kích các vị trí tập trung lực lượng tiếp liệu đối phương dọc bờ biển phíaNam và phía Tây bán đảo. Tiến vào biển Nhật Bản vào ngày 11 tháng 8, nó hộ tống cho các tàu sân bay Valley Forge (CV-45), Philippine Sea (CV-47) và tàu sân bay hộ tống Badoeng Strait (CVE-116); rồi đi đến Sasebo vào ngày 27 tháng 8 nhằm chuẩn bị cho chiến dịch đổ bộ lên Inchon.
Theo sáng kiến của Thống tướng Douglas MacArthur, Tổng tư lệnh lực lượng Liên Hợp Quốc tại Triều Tiên, cuộc đổ bộ lên Inchon là một đòn tấn công bọc sườn mang tính bước ngoặt, mang lại hiệu quả đáng kể khi gây rối loạn việc vận chuyển lực lượng và tiếp liệu của đối phương. James E. Kyes đã có mặt ngoài khơi Inchon vào ngày 15 tháng 9, đúng ngày D của kế hoạch đổ bộ, và bảo vệ cho tàu sân bay Boxer (CV-21) khi máy bay của nó không kích chuẩn bị cho cuộc đổ bộ. Chiếc tàu khu trục tiếp tục ở lại ngoài khơi Inchon cho đến ngày 3 tháng 10, khi nó quay về Sasebo rồi chuyển sang vùng bờ Đông bán đảo Triều Tiên.
Vào cuối tháng 11, James E. Kyes lên đường quay trở về Hoa Kỳ, tuy nhiên nó bị gọi quay trở lại vùng chiến sự vào ngày 29 tháng 11, sau khi Chí nguyện quân Trung Quốc vượt sông Áp Lục tấn công các đơn vị Liên Hợp Quốc. Quân đội Trung Quốc đã cắt đứt liên lạc và bao vây các trung đoàn 5 và 7 Thủy quân Lục chiến trong Trận hồ Chosin vào ngày 27 tháng 11, và không lực từ tàu sân bay từ phía bờ Đông bán đảo đã được huy động để hỗ trợ cho lực lượng bị cô lập tiếp tục kháng cự. Chiếc tàu khu trục gia nhập lực lượng đặc nhiệm vào ngày 1 tháng 12 để bảo vệ chống tàu ngầm cho các tàu sân bay nhanh; và dưới sự hỗ trợ của không lực, các đơn vị Thủy quân Lục chiến đã phá vỡ phong tỏa vào ngày 10 tháng 12 và rút lui đến Hŭngnam. James E. Kyes tiếp tục hoạt động cùng các tàu sân bay trong khi hải quân xúc tiến việc triệt thoái khỏi Hungnam; công việc hoàn tất vào ngày 24 tháng 12, sau khi 105.000 binh lính, 91.000 thường dân cùng một khối lượng lớn hàng hóa quân sự được di tản. Con tàu tiếp tục hoạt động dọc bờ biển phía Đông cho đến khi nó lên đường quay tr6 về nhà vào ngày 19 tháng 1, 1951, về đến San Diego vào ngày 8 tháng 2.
James E. Kyes khởi hành từ San Diego vào ngày 27 tháng 8, 1951, và gia nhập cùng các tàu sân bay Boxer (CV-21) và Bon Homme Richard (CV-31) vào ngày 20 tháng 9 để tuần tra trong biển Nhật Bản. Nó chuyển sang hoạt động tuần tra tại eo biển Đài Loan từ ngày 17 tháng 12, rồi chuyển sang hộ tống cho các tàu sân bay ngoài khơi Triều Tiên từ ngày 22 tháng 1, 1952. Con tàu lại được điều động sang Lực lượng Đặc nhiệm 95, lực lượng phong tỏa và hộ tống Liên Hợp Quốc, vào ngày 19 tháng 2, và đi đến khu vực Wonsan để bắn phá quấy rối và can thiệp những mục tiêu được chỉ định. Nó đã bắn phá các vị trí pháo binh, các tuyến đường tiếp liệu và đường sắt để ngăn chặn việc vận chuyển binh lính và tiếp liệu đối phương, cho đến khi nó lên đường quay trở về nhà vào ngày 25 tháng 3.
Khởi hành từ San Francisco vào ngày 12 tháng 11, James E. Kyes tiếp tục nhiệm vụ bắn phá và phong tỏa tại Triều Tiên từ ngày 5 tháng 12, rồi chuyển sang tuần tra eo biển Đài Loan từ tháng 2, 1953. Nó quay trở lại vùng biển Triều Tiên vào ngày 14 tháng 3, tiếp tục hoạt động tuần tra và phong tỏa, bắn phá các vị trí pháo bờ biển đối phương, hỗ trợ các hoạt động đổ bộ cũng như hộ tống các tàu sân bay trong các hoạt động không kích. Vào ngày 19 tháng 5, nó cùng tàu khu trục Eversole đã phá hủy một đoàn tàu hỏa tiếp liệu của đối phương. Con tàu lên đường vào ngày 9 tháng 6 để quay trở về Hoa Kỳ ngang qua Yokosuka và Midway, về đến Long Beach, California vào ngày 29 tháng 6.

### 1954 - 1962

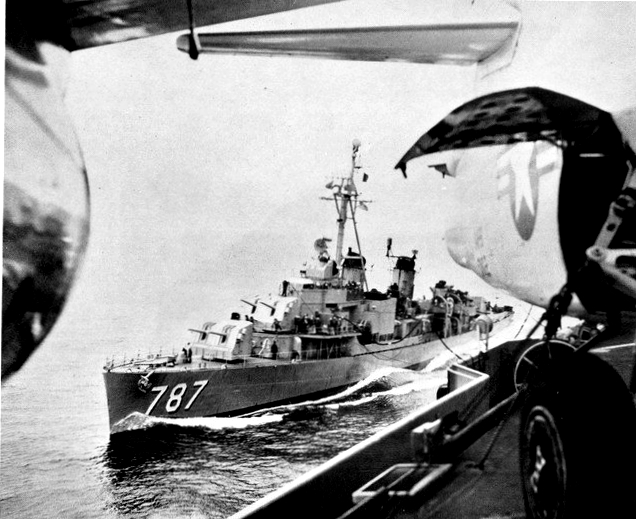
James E. Kyes đang được tiếp nhiên liệu từ tàu sân bay, năm 1958.

Trong gia đoạn từ ngày 9 tháng 2, 1954 đến ngày 12 tháng 3, 1962, đã bảy lần được biệt phái sang hoạt động tại Viễn Đông; nó phục vụ cùng Đệ Thất hạm đội tại các vùng biển Nhật Bản, Triều Tiên và Đông Nam Á, đồng thời có những chuyến viếng thăm đến Australia, và tham gia nhiều hoạt động khác nhau. Nó đã tuần tra ngoài khơi bờ biển Triều Tiên, sau khi xung đột kết thúc do đạt được một cách chật vật thỏa thuận ngừng bắn vào tháng 7, 1953; và trong nhiều dịp nó đã tuần tra tại eo biển Đài Loan nhằm bảo vệ cho hòn đảo còn do phe Quốc Dân Đảng kiểm soát không bị phía Trung Cộng tấn công. Trong năm 1955, nó đi đến vùng Đông Nam Á trợ giúp vào việc vận chuyển người tị nạn từ Bắc vào Nam Việt Nam, sau khi ký kết Hiệp định Genève, 1954 giúp kết thúc cuộc Chiến tranh Đông Dương.
Đang khi phục vụ tại khu vực Thái Bình Dương, James E. Kyes đã tham gia nhiều hoạt động tìm kiếm và giải cứu. Trong khuôn khổ Chiến dịch Redwing, cuộc thử nghiệm vũ khí nguyên tử tại khu vực quần đảo Marshall vào năm 1956, nó đã hoạt động như một tàu cứu hộ; và đến tháng 5, 1959, nó rời khỏi vị trí tuần tra tại eo biển Đài Loan để trợ giúp và bảo vệ cho chiếc SS President Hayes, bị mắc cạn tại khu vực quần đảo Hoàng Sa ngoài khơi Việt Nam. Nó cũng phục vụ canh phòng máy bay cho các tàu sân bay, và trong các năm 1960 và 1961 nó đã bốn lần giải cứu các phi công bị rơi xuống biển.
Khi hoạt động cùng hạm đội, James E. Kyes tham gia nhiều đợt thực hành, huấn luyện và tập trận nhằm thử nghiệm và nâng cao khả năng tác chiến. Vào tháng 12, 1961, trong đợt biệt phái hoạt động dài nhất tại Viễn Đông, nó đã tham gia các đợt tập trận chống tàu ngầm phối hợp cùng các đơn vị thuộc Lực lượng Phòng vệ Biển Nhật Bản.

### 1962 - 1964
Sau khi quay trở về vùng bờ Tây vào ngày 12 tháng 3, 1962, James E. Kyes đi vào Xưởng hải quân Puget Sound tại Bremerton, Washington vào ngày 16 tháng 4 để trải qua đợt nâng cấp trong khuôn khổ Chương trình Hồi sinh và Hiện đại hóa Hạm đội I (FRAM: Fleet Rehabilitation and Modernization), nhằm kéo dài tuổi thọ phục vụ thêm 15-20 năm. Con tàu cũng được bổ sung thiết bị điện tử và cảm biến hiện đại, cùng sàn đáp và hầm chứa để vận hành máy bay trực thăng không người lái chống tàu ngầm Gyrodyne QH-50 DASH. Quay trở lại hoạt động từ ngày 18 tháng 12, nó tham gia cuộc duyệt binh hạm đội được tổ chức ngoài khơi bờ biển California trong các ngày 27 và 28 tháng 5, 1963 nhằm vinh danh Tổng thống John F. Kennedy.
James E. Kyes được phái sang Viễn Đông vào ngày 10 tháng 10, và sau các đợt thực hành tại khu vực quần đảo Hawaii, nó đi đến Yokosuka, Nhật Bản vào ngày 22 tháng 11, tham gia các hoạt động của Đệ Thất hạm đội. Vào mùa Xuân năm 1964, nó tham gia cuộc Tập trận "Back Packs", hoạt động thực hành đổ bộ phối hợp cùng Hải quân Trung Hoa dân quốc tại Đài Loan; trong cuộc tập trận này nó hoạt động trong thành phần một đội tìm-diệt để phục vụ chống tàu ngầm cho lực lượng đổ bộ. Cũng trong đợt biệt phái này, nó đã đi đến cung cấp nước cho Hong Kong sau khi thành phố cảng này chịu đựng cơn hạn hán nghiêm trọng.
Quay trở về Long Beach vào ngày 2 tháng 4, 1964, James E. Kyes hoạt động thường lệ từ cảng nhà cho đến hết năm đó. Nó đã trợ giúp cho tàu chị em Eversole (DD-789) khi ngăn ngừa một máy bay trực thăng không người lái QH-50 DASH đâm trúng vào tháng 11. Nó khởi hành vào ngày 24 tháng 3, 1965 để đi sang Viễn Đông, đi đến Yokosuka vào ngày 30 tháng 4, rồi sang tháng 5 đã tham gia cuộc Tập trận "Seahorse" của Khối SEATO phối hợp cùng hải quân các nước Thái Lan, Anh và Australia. Sau khi hoàn tất cuộc tập trận, nó đã viếng thăm Bangkok, Thái Lan; rồi sau khi được bảo trì tại vịnh Subic, Philippines và viếng thăm Hong Kong, nó tiếp tục tham gia cuộc Tập trận "Cross Tee II" trong biển Nhật Bản, phối hợp cùng tàu chiến của Lực lượng Phòng vệ Biển Nhật Bản.

### 1965 - 1973
Trong lượt hoạt động thứ mười bốn tại khu vực Tây Thái Bình Dương vào tháng 7, 1965, James E. Kyes trình diện để phục vụ cùng Lực lượng Đặc nhiệm 77, hoạt động cùng đơn vị này cho đến ngày 10 tháng 9. Trong giai đoạn này nó đã phục vụ canh phòng máy bay cho tàu sân bay Bennington (CVS-20), tuần tra phòng không và phối hợp tàu nổi-tàu ngầm (SSSC: Surface-Subsurface Coordinator) tại vịnh Bắc Bộ, và thực hiện một chuyến đi cứu trợ đến một tiểu đoàn công binh Nam Việt Nam bị cô lập trên đảo Duy Mộng thuộc quần đảo Hoàng Sa, cung cấp cho họ thức ăn và nước uống. Từ ngày 30 tháng 8 đến ngày 5 tháng 9, lần đầu tiên nó khai hỏa các khẩu pháo trong tác chiến kể từ cuộc Chiến tranh Triều Tiên, bắn pháo sáng ban đêm và bắn phá bờ biển xuống khu vực Quảng Ngãi thuộc Nam Việt Nam, khi được phân công nhiệm vụ hỗ trợ hải pháo. Con tàu quay trở về Long Beach để đại tu vào ngày 10 tháng 12.
Sang mùa Hè năm 1966, James E. Kyes lại được phái sang hoạt động trong cuộc Chiến tranh Việt Nam. Nó đảm nhiệm hỗ trợ hải pháo tại vùng biển Nam Việt Nam từ ngày 2 đến ngày 7 tháng 8 trước khi được điều động ra khu vực vịnh Bắc Bộ. Từ ngày 10 tháng 10 đến ngày 24 tháng 11, nó làm nhiệm vụ SSSC đồng thời hỗ trợ cho tàu tuần dương hạng nặng Chicago (CA-29) trong nhiệm vụ PIRAZ (Positive Identification Radar Advisory Zone: Khu vực Nhận diện và Tư vấn Radar Chủ động) từ ngày 25 tháng 10 đến ngày 2 tháng 11. Từ ngày 8 đến ngày 15 tháng 11, nó lại được phân công nhiệm vụ hỗ trợ hải pháo dọc bờ biển, và đã tiêu phí 787 quả đạn pháo 5 inch xuống các vị trí tập trung quân đối phương trong vòng bảy ngày. Nó lên đường quay trở về nhà sau đó.
James E. Kyes bắt đầu lượt hoạt động thứ mười sáu tại khu vực Tây Thái Bình Dương vào ngày 19 tháng 8, 1967. Từ ngày 24 đến ngày 28 tháng 10, nó được phối thuộc cùng Đơn vị Đặc nhiệm 70.8.9 để hỗ trợ hải pháo tại khu vực tác chiến của Quân đoàn I tại Nam Việt Nam và phía Nam khu phi quân sự. Từ ngày 29 tháng 10 đến ngày 5 tháng 11, nó được điều sang Đơn vị Đặc nhiệm 77.1.1 tiến hành Chiến dịch Sea Dragon, hỗ trợ cho các tàu tuần dương Newport News (CA-148) và Canberra (CAG-2) trong giai đoạn này và đã giúp phá hủy các cầu đường giao thông và vị trí pháo bờ biển đối phương nhằm ngăn chặn việc cung cấp vũ khí và tiếp liệu từ Bắc Việt Nam xuống Nam Việt Nam. Vào ngày 30 tháng 10, chiếc tàu khu trục bị một khẩu đội pháo bờ biển đối phương nhắm bắn; nó né tránh được 27 quả đạn pháo mà không bị hư hại, và cuối cùng hỏa lực của đã tiêu diệt khẩu đội đối phương. Từ ngày 6 đến ngày 11 tháng 11, 1967, con tàu một lần nữa được điều sang Đơn vị Đặc nhiệm 70.8.9 để hoạt động ngoài khơi vùng trách nhiệm của Quân đoàn I. Hỏa lực hải pháo hỗ trợ của con tàu được đánh giá rất hiệu quả, và khi rời khu vực vào ngày 11 tháng 11, chiếc tàu khu trục đã tiêu phí gần 3.000 quả đạn pháo 5 inch xuống các mục tiêu ở cả Bắc và Nam Việt Nam, giúp phá hủy 124 công trình quân sự, 300 mét hầm hào và công sự, sáu thuyền buồm cùng một số vị trí pháo bờ biển đối phương. Nó lên đường quay trở về nhà sau đó.
Cho đến tháng 1, 1968, James E. Kyes đã hoạt động ngoài biển trong vùng chiến sự liên tục gần năm tháng, ngoại trừ những dịp hiếm hoi cặp cảng để tiếp liệu thực phẩm và đạn dược. Vì vậy thủy thủ đoàn con tàu được hưởng một kỳ nghỉ phép đặc biệt tại Australia, và nó khởi hành đi xuống phía Nam vào ngày 20 tháng 1. Tuy nhiên sự kiện chiếc tàu tình báo Pueblo (AGER-2) bị phía Bắc Triều Tiên bắt giữ vào ngày 23 tháng 1, đã khiến cho kế hoạch bị thay đổi. Chiếc tàu khu trục được huy động tham gia cùng Đệ Thất hạm đội để giải cứu Pueblo, và nó mở hết tốc độ hướng đến vùng biển Nhật Bản. Nó gặp gỡ các đội tàu sân bay Enterprise (CVN-65) và Kearsarge (CV-33) cùng lực lượng tuần dương và khu trục tháp tùng hộ tống. James E. Kyes được bổ nhiệm làm soái hạm các tàu khu trục của lực lượng giải cứu, và trong nhiều tuần lễ tiếp theo đã chờ đợi ngoài khơi cảng Wonsan trong hoàn cảnh thời tiết lạnh giá, trong khi việc thương lượng vẫn đang tiếp diễn.
James E. Kyes lên đường vào ngày 29 tháng 3, 1969 cho lượt phục vụ thứ 17 tại khu vực Tây Thái Bình Dương. Đi đến khu vực phụ cận Vũng Tàu vào sáng sớm ngày 19 tháng 4, con tàu bước vào tình trạng tác chiến trong phần lớn thời gian ở lại vùng biển Việt Nam. Sau khi hỗ trợ hải pháo cho cuộc chiến của lực lượng Australia tại một địa điểm cách Vũng Tàu 16 mi (26 km) về hướng Đông Đông Bắc, nó đi ngược dòng sông Sài Gòn để thực hiện một loạt các nhiệm vụ bắn hải pháo hỗ trợ cho trận chiến trên bộ.
James E. Kyes đi sang vịnh Manila, Philippines vào ngày 22 tháng 5, 1969, nơi nó tham gia cuộc Tập trận Sea Spirit phối hợp giữa thành viên các nước trong Khối SEATO; Tổng thống Philippine Ferdinand Marcos đã khai mạc cuộc tập trận trong một buổi lễ tại Manila vào ngày 26 tháng 5. Chiếc tàu khu trục đã hoạt động phối hợp với tàu frigate Anh HMS Cleopatra (F28) và hoạt động cùng các đơn vị của Đội chống ngầm 1, Hải đội Khu trục 23 cùng nhiều đơn vị khác, bao gồm tàu sân bay Australia HMAS Melbourne (R21); nó đã hoạt động hộ tống, chống ngầm và phòng không trong suốt bốn ngày của cuộc tập trận. Sau khi xảy ra tai nạn va chạm giữa Melbourne và tàu khu trục Hoa Kỳ Frank E. Evans (DD-754) vào ngày 3 tháng 6, khiến Frank E. Evans bị cắt làm đôi và phần mũi bị đắm, James E. Kyes đã nỗ lực tìm kiếm và cứu vớt những người sống sót.
James E. Kyes quay trở về căn cứ vịnh Subic vào ngày 6 tháng 6 để bảo trì và tiếp liệu, rồi lên đường vào ngày 17 tháng 6 để quay trở lại vùng chiến sự, hướng đến khu vực tác chiến của Quân đoàn III. Đến ngày 23 tháng 6, nó bắn phá các vị trí của lực lượng đối phương tại địa điểm cách Quy Nhơn 15 mi (24 km) về phía Bắc, phá hủy nhiều công sự và một kho đạn. Từ ngày 24 đến ngày 26 tháng 6, nó thực hiện nhiều nhiệm vụ bắn phá bờ biển khác nhau, và vào ngày 27 tháng 6 đã bắn hỏa lực hỗ trợ cho trận chiến trên bộ của Trung đoàn 47 thuộc Sư đoàn 22 Bộ binh Nam Việt Nam, tại vị trí 7 mi (11 km) về phía Tây Bắc Tuy Hòa. Trong các ngày 28 và 29 tháng 6, con tàu bắn pháo hỗ trợ cho trận chiến trên bộ của Sư đoàn Bộ binh 9 Hàn Quốc; và tại vị trí ngoài khơi Phan Thiết vào ngày 1 tháng 7, nó hỗ trợ cho Trung đoàn 506 Bộ binh.
Sau khi xảy ra sự kiện phía Bắc Triều Tiên bắn rơi một máy bay do thám Lockheed EC-121 trong không phận quốc tế, James E. Kyes được huy động đi sang vùng biển Triều Tiên vào tháng 10, 1969. Cuối cùng con tàu lên đường quay trở về nhà, về đến Long Beach vào ngày 21 tháng 11, 1969. Năm 1970 được đánh dấu là năm đầu tiên kể từ năm 1946, khi con tàu không được biệt phái hàng năm sang khu vực Tây Thái Bình Dương; thay vào đó nó hoạt động huấn luyện thực hành thường lệ dọc theo vùng bờ Tây, cộng với một giai đoạn cải tạo lườn tàu từ tháng 3 đến tháng 6. Chiếc tàu khu trục hoàn thành việc huấn luyện ôn tập và vượt qua chuẩn nhận hỗ trợ hải pháo, sẵn sàng cho lượt biệt phái tiếp theo.
Sau khi tham gia nhiều đợt tập trận tại khu vực giữa Long Beach và Trân Châu Cảng vào đầu năm 1971, James E. Kyes lên đường vào ngày 19 tháng 3 để đi sang khu vực Tây Thái Bình Dương. Đi đến vùng biển Việt Nam và vịnh Bắc Bộ vào ngày 3 tháng 4, nó phục vụ canh phòng máy bay cho tàu sân bay Hancock (CV-19) trước khi chuyển sang hoạt động hộ tống chống tàu ngầm cho tàu sân bay Ranger (CV-61). Đến ngày 11 tháng 5, nó quay trở lại vùng vịnh Bắc Bộ để canh phòng máy bay cho tàu sân bay Ticonderoga (CV-14). Con tàu đi sang vùng biển Nhật Bản để tập trận cùng các tàu chiến thuộc Lực lượng Phòng vệ Biển Nhật Bản, rồi một lần nữa phục vụ canh phòng máy bay cho Ticonderoga. Tuy nhiên nhiệm vụ mới này chỉ kéo dài trong hai ngày, khi nó cùng Hải đội Khu trục 23 được cho tách ra vào ngày 17 tháng 6 để quay trở về Long Beach, có ghé qua Adak, Alaska để tiếp nhiên liệu. Nó về đến vào ngày 5 tháng 7, rồi cùng toàn thể Hải đội Khu trục 23 chuyển cảng nhà từ Long Beach đến San Diego, California vào ngày 1 tháng 9, khi Hải quân tiến hành tái tổ chức.
James E. Kyes khởi hành từ San Diego vào ngày 5 tháng 6, 1972 cho lượt biệt phái hoạt động cuối cùng sang khu vực Tây Thái Bình Dương. Nó gặp gỡ Oriskany (CV-34) vào ngày 6 tháng 6, và đã hộ tống chiếc tàu sân bay đi đến Bắc Bộ vào ngày 22 tháng 6. Nó bắt đầu các hoạt động bắn phá bờ biển Bắc Việt Nam và hỗ trợ hải pháo dọc bờ biển Nam Việt Nam từ ngày 7 tháng 7. Tổng cộng con tàu đã trải qua ba tháng hoạt động tại vùng chiến sự Việt Nam trong năm 1972, chỉ bị ngắt quãng bởi những chuyến ngắn đến vịnh Subic, Cao Hùng và Hong Kong để nghỉ ngơi, bảo trì và tiếp liệu.
Vào ngày 26 tháng 12, 1972, James E. Kyes cùng các tàu khu trục Shelton (DD-790), Hoel (DDG-13) và tàu frigate Gray (FF-1054) khởi hành từ vịnh Subic để quay trở về San Diego, và đã hoạt động thực hành huấn luyện trên đường đi. Nó về đến San Diego, California vào ngày 13 tháng 1, 1973. Nó được cho xuất biên chế đồng thời rút tên khỏi danh sách Đăng bạ Hải quân vào ngày 31 tháng 3, 1973.

### ROCSChien Yang(DDG-912)

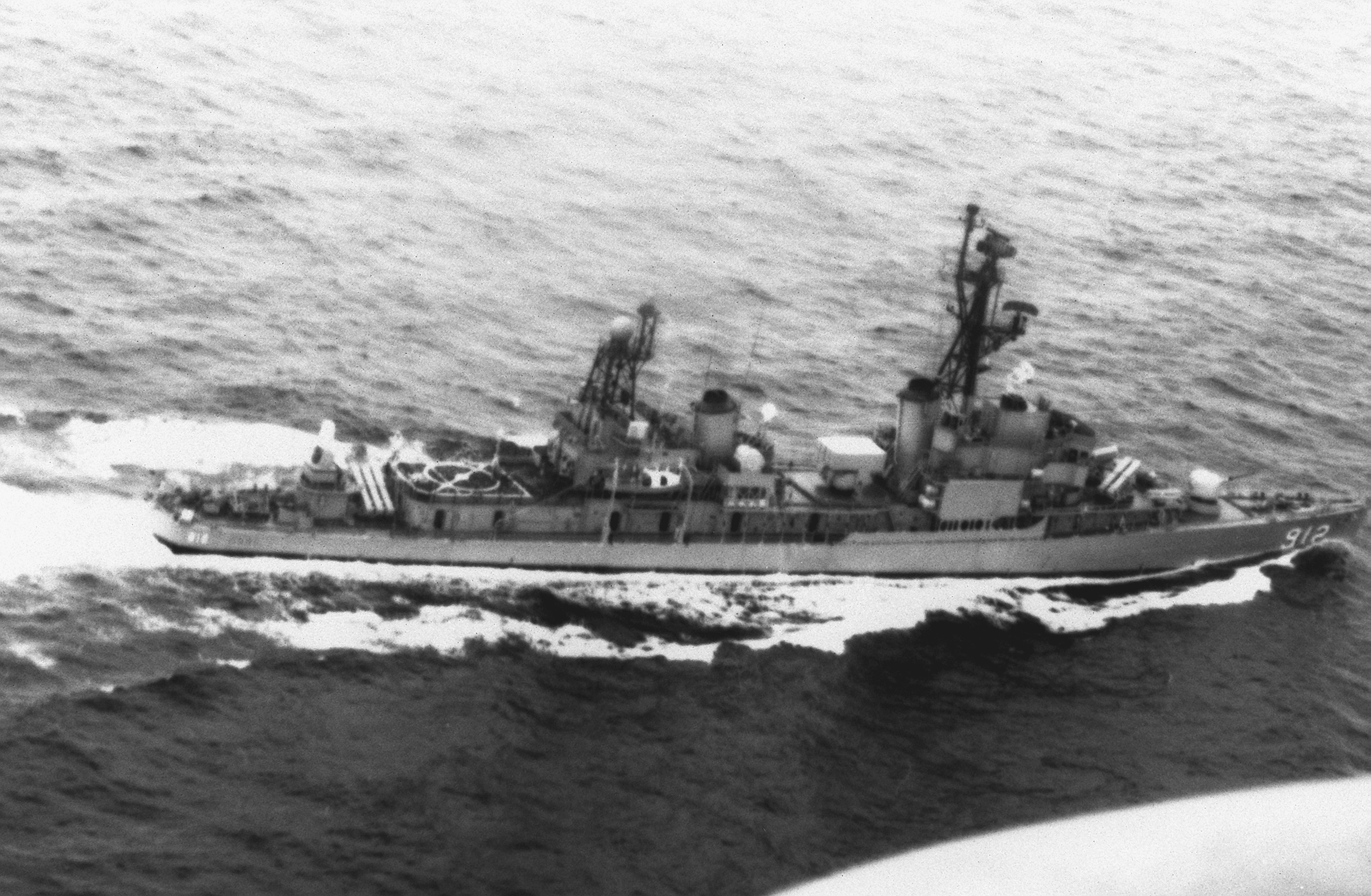
ROCS Chien Yang (DDG-912) đang phục vụ cùng Hải quân Trung Hoa dân quốc.

Con tàu được chuyển cho Trung Hoa dân quốc (Đài Loan) vào ngày 18 tháng 4, 1973, và phục vụ cùng Hải quân Trung Hoa dân quốc như là chiếc ROCS Chien Yang (tiếng Trung: 建陽艦), được xếp lại lớp như một tàu khu trục tên lửa điều khiển với ký hiệu lườn DDG-912. Chien Yang được cho xuất biên chế vào ngày 1 tháng 12, 2004 tại Căn cứ Hải quân Tả Doanh, Cao Hùng, Đài Loan.

## Phần thưởng
James E. Kyes được tặng thưởng sáu Ngôi sao Chiến trận do thành tích phục vụ trong Chiến tranh Triều Tiên, rồi thêm bảy Ngôi sao Chiến trận khác khi hoạt động trong Chiến tranh Việt Nam.